# 로아르 예켈쇠위
로아르 예켈쇠위(노르웨이어: Roar Ljøkelsøy, 1976년 5월 31일~)는 노르웨이의 전직 스키점프 선수이다. 올림픽에 4회 참가하여 2006년 동계 올림픽에서 노멀힐 개인전과 라지힐 단체전 동메달을 획득했다. 또한 세계 선수권 대회에서 은메달 2개, 동메달 2개를 획득했고 세계 스키 플라잉 선수권 대회에서 금메달 4개를 획득했다.